# Televisión Nacional Uruguay

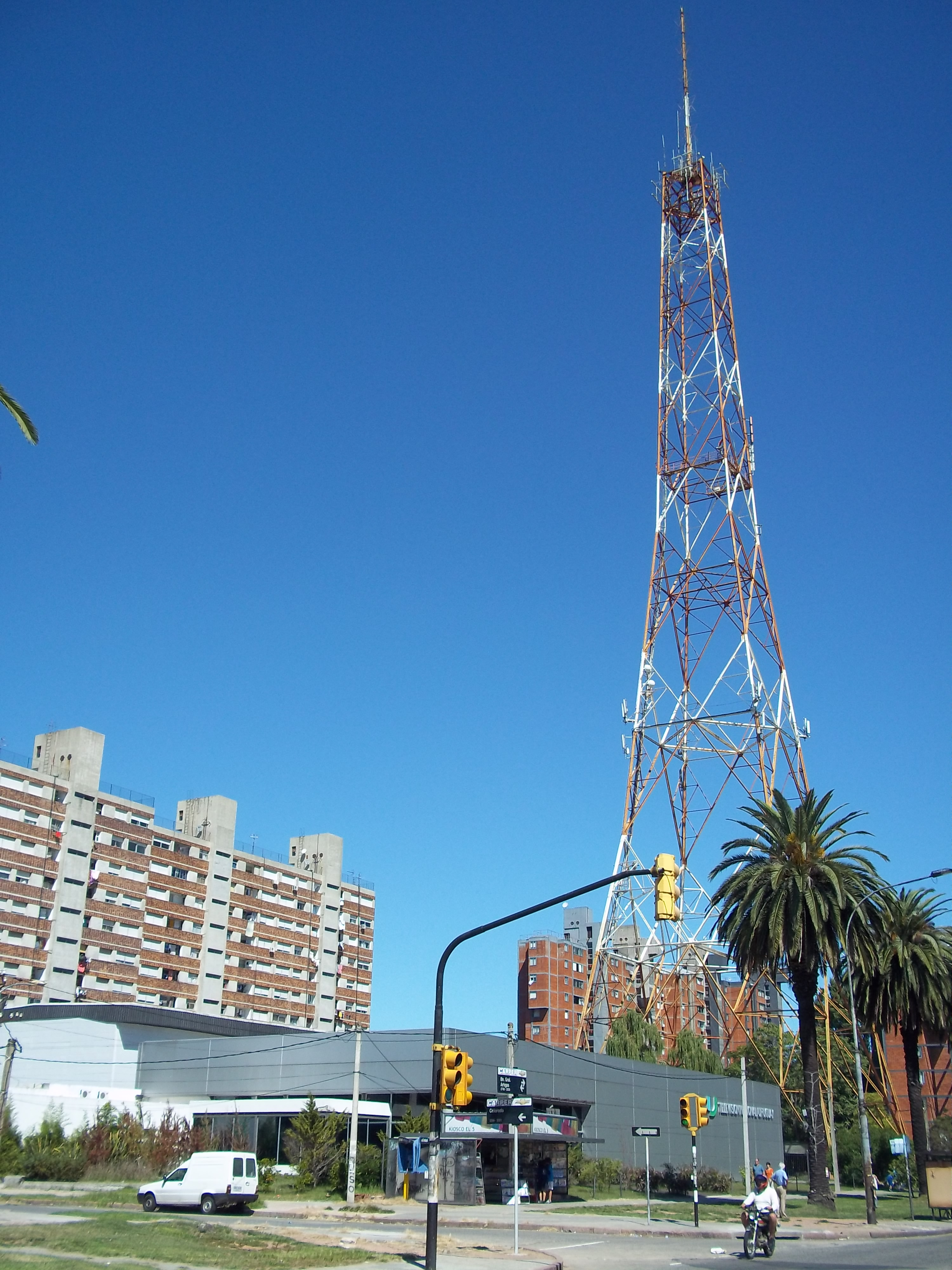
Sendeanlage Montevideo

Televisión Nacional Uruguay (TNU) ist der öffentliche Fernsehsender Uruguays. 
Der Sender strahlte seine ersten Sendungen am 19. Juli 1963 im Frequenzbereich 5 des UKW als Fernsehsender des Amtlichen Rundfunk- und Fernseh- und Showdienstes (SODRE) aus. Um die Abdeckung des gesamten Landes zu gewährleisten, installierte das für die Station zuständige Institut in ganz Uruguay Repeater-Antennen. TNU war der erste lizenzierte Fernsehsender des Uruguays und erhielt seine Sendegenehmigung 1955. Der eigentliche Sendebetrieb wurde jedoch erst am 28. Februar 1963 experimentell und regelmäßig am 19. Juni desselben Jahres aufgenommen. Sein erster Direktor war Justino Zavala Carvalho (Sohn von Justino Zavala Muniz). 
Direktor ist Ernesto Kreimerman; er ist seit dem 2. Januar 2018 im Amt.